# George B. Martin

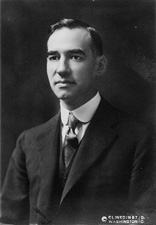
George B. Martin

George Brown Martin, född 18 augusti 1876 i Prestonsburg, Kentucky, död 12 november 1945 i Catlettsburg, Kentucky, var en amerikansk demokratisk politiker. Han representerade delstaten Kentucky i USA:s senat 1918–1919.
Martin gick i skola i Catlettsburg och utexaminerades 1895 från Centre College. Han studerade sedan juridik och inledde 1900 sin karriär som advokat i Kentucky. Han var senare verksam som direktör för järnvägsbolaget Big Sandy & Kentucky River Railway Company och som bankdirektör i Catlettsburg.
Senator Ollie Murray James avled 1918 i ämbetet och guvernör Augustus O. Stanley utnämnde Martin till senaten. Han efterträddes 1919 som senator av Stanley.
Martin var presbyterian och frimurare. Han gravsattes på Catlettsburg Cemetery i Catlettsburg.